# 光学兵器
光学兵器（こうがくへいき）とは、
1. 望遠鏡や測距儀など光学視認に関わる機器のなかで、軍事目的で使われるもの。特に軍事目的に作られたものだけでなく、カメラ、双眼鏡などの汎用品も含まれる。
  - 主な例
    - 望遠鏡
    - 照準器
    - 潜望鏡
    - 測距儀
    - 写真銃
2. 高出力の電磁波を用いて対象物を破壊、もしくは損傷、無力化させる兵器。今日では主にレーザーが想定されている。2006年現時点では研究・開発段階にあり、実戦配備した国はない。
  - 主な兵器
    - 目潰し用レーザー兵器 - ZM-87やDazzler（英語版）が開発されている。
    - AL-1
    - 戦術高エネルギーレーザー (THEL)
    - 能動的光波妨害技術 - AN/ALQ-144が以前から搭載されていたが、汎用赤外線妨害計画（英語版）の一環として赤外線妨害技術（英語版）を用いた指向性赤外線妨害装置が開発され、民間航空機ミサイル保護システムとしてフライト・ガードやノースロップ・グラマン・ガーディアンのような赤外線誘導ミサイルの追尾装置を無力化する装置が開発されている。